# Amir Maftah
Amir Maftah (ur. 26 lutego 1988 w Mwanzie) – tanzański piłkarz występujący na pozycji obrońcy. Zawodnik klubu Simba SC.

## Kariera klubowa
Maftah karierę rozpoczynał w 2005 roku w drużynie Mtibwa Sugar FC. Grał tam przez rok. W 2007 roku odszedł do klubu Young Africans SC. W 2008 roku oraz w 2009 roku zdobył z nim mistrzostwo Tanzanii. W 2010 roku przeszedł do zespołu Simba SC. W 2012 roku wywalczył z nim mistrzostwo Tanzanii. W latach 2013–2017 grał w Friends Rangers FC, a w latach 2017-2018 w Toto African. W 2018 roku był zawodnikiem klubu 3 de Fevereiro de Quelimane

## Kariera reprezentacyjna
W reprezentacji Tanzanii Maftah zadebiutował 28 listopada 2005 roku w wygranym 2:1 meczu Pucharu CECAFA 2005 z Burundi, rozegranym w Kigali. Do 2012 roku rozegrał w niej 33 mecze i strzelił 1 gola.